# Lykens
Lykens és una població dels Estats Units a l'estat de Pennsilvània. Segons el cens del 2000 tenia 1.937 habitants.

## Demografia
Segons el cens del 2000, Lykens tenia 1.937 habitants, 810 habitatges, i 528 famílies. La densitat de població era de 558,1 habitants/km².
Dels 810 habitatges en un 27,8% hi vivien nens de menys de 18 anys, en un 50,1% hi vivien parelles casades, en un 9,1% dones solteres, i en un 34,8% no eren unitats familiars. En el 29,9% dels habitatges hi vivien persones soles el 17,7% de les quals corresponia a persones de 65 anys o més que vivien soles. El nombre mitjà de persones vivint en cada habitatge era de 2,39 i el nombre mitjà de persones que vivien en cada família era de 2,96.
Per edats la població es repartia de la següent manera: un 23,3% tenia menys de 18 anys, un 7,2% entre 18 i 24, un 27,5% entre 25 i 44, un 20,9% de 45 a 60 i un 21,1% 65 anys o més.
L'edat mediana era de 40 anys. Per cada 100 dones de 18 o més anys hi havia 94,6 homes.
La renda mediana per habitatge era de 33.846 $ i la renda mediana per família de 40.909 $. Els homes tenien una renda mediana de 31.774 $ mentre que les dones 23.477 $. La renda per capita de la població era de 17.459 $. Entorn del 6,2% de les famílies i el 8,3% de la població estaven per davall del llindar de pobresa.

## Poblacions més properes
El següent diagrama mostra les poblacions més properes.